# Schweizer SGS 2-33
El Schweizer SGS 2-33 es un planeador estadounidense de entrenamiento , biplaza y de ala alta arriostrada mediante soportes, construido por la Schweizer Aircraft de Elmira (Nueva York).
El 2-33 fue diseñado para reemplazar al Schweizer 2-22, del que era un derivado. El avión voló por primera vez en 1965 y la producción se inició en 1967 y se completó en 1981.
Desde su introducción hasta finales de los años 80, el 2-33 fue el principal planeador de entrenamiento usado en Norteamérica.

## Diseño y desarrollo

### Antecedentes

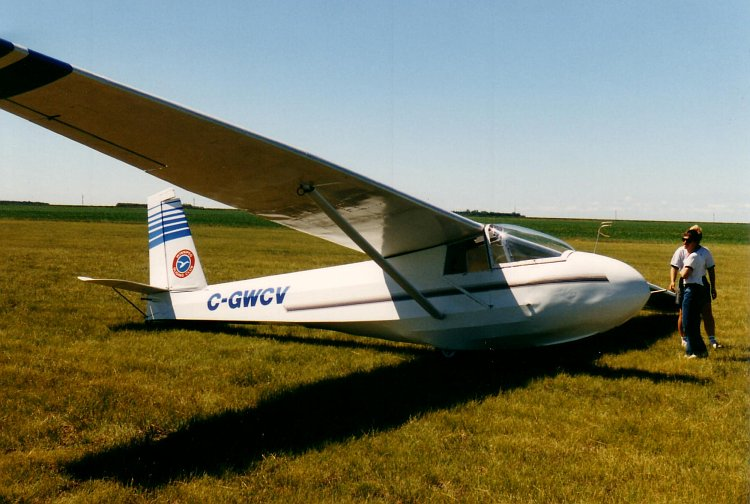
Schweizer SGS 2-33A perteneciente al The Winnipeg Gliding Club.

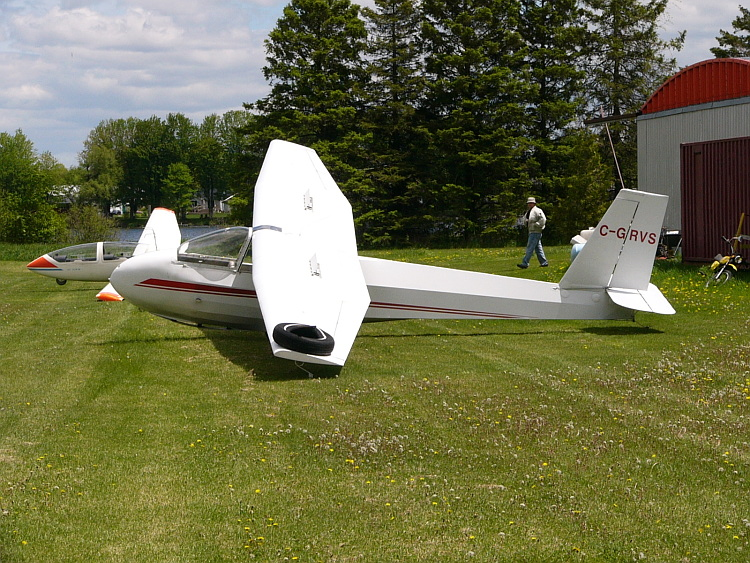
SGS 2-33A mostrando su planta alar semiahusada. El neumático es usado para asegurar el ala en condiciones de viento.

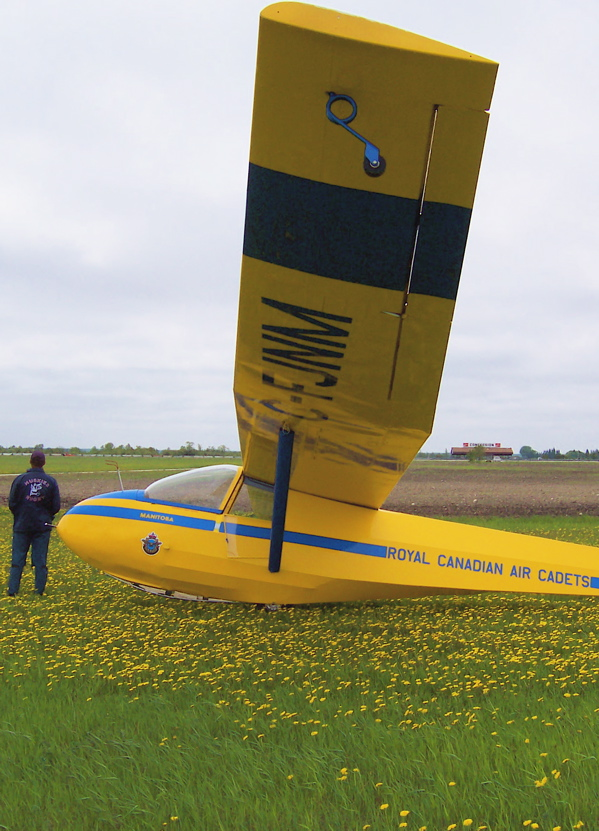
Schweizer SGS 2-33A usado en entrenamiento en el programa de vuelo a vela de los Royal Canadian Air Cadets.

El planeador de entrenamiento biplaza SGU 2-22 fue introducido en 1945 y rápidamente se convirtió en el planeador de entrenamiento más popular en los Estados Unidos.
A principios de los años 60, se hizo patente, para Schweizer Aircraft, que se necesitaba un reemplazo para el 2-22. En esa época, el monoplaza Schweizer SGS 1-26 se estaba haciendo muy popular en los vuelos de competición monotipo. La compañía se dio cuenta de que el nuevo entrenador debía tener prestaciones similares a las del 1-26, para poder usarlo como entrenador biplaza de transición del mismo.
La producción del SGU 2-22 se finalizó con el número de serie 258 en 1967, para comenzar la producción de un nuevo modelo.

### Desarrollo
El SGS 2-23, que significa Schweizer Glider, Sailplane, 2 Seats, Model 33 (Planeador Schweizer, Velero, 2 Asientos, Modelo 33), fue diseñado por Ernest Schweizer. El avión era un derivado del 2-22, que a su vez estaba basado en el planeador monoplaza SGU 1-7 de 1937. El 2-33 retenía la disposición de ala metálica, un solo larguero y un solo soporte de los 2-22 y 1-7.
El 2-33 fue fabricado en tres variantes y permaneció en producción durante 14 años que se redujo cuando la demanda descendió debido a la importación de veleros biplaza de altas prestaciones de Europa.
El 2-33 recibió su Certificado de Tipo G3EA el 10 de febrero de 1967.
Una cantidad de 2-33 se entregó en kits a los compradores y fue designada SGS 2-33AK. Fueron aceptados por la Administración Federal de Aviación como aviones certificados y no de construcción amateur, sujetos a ciertas condiciones:

Cada planeador Model SGS 2-33A ensamblado desde un kit es designado Model SGS 2-33AK. Estos modelos K serán elegibles para el certificado de aeronavegabilidad cuando estén acompañados de una declaración jurada que certifique que el planeador está construido en exacta concordancia con los planos y manuales aprobados, y que las piezas y materiales proporcionados por el fabricante en el kit han sido usados; y además, cuando las siguientes inspecciones han sido pasadas:

(a) Una inspección de la ejecución de los trabajos, materiales y conformidad, antes de que se aplique cualquier cobertura (toda la carpintería puede ser sellada).
(b) Una inspección final del planeador acabado.

(c) Comprobación de las características de vuelo.

El Certificado de Tipo del 2-33 pertenece actualmente a K & L Soaring de Cayuta, Nueva York, que proporciona todas las piezas y da apoyo a la línea de veleros Schweizer.

### Diseño
El 2-33 fue diseñado para ser resistente y fácil de mantener, y con un alto grado de resistencia a los impactos.
El 2-33 tiene un fuselaje de tubos de acero soldados recubierto de tela. Las alas con estructura de aluminio de un solo larguero están ahusadas desde media envergadura y presentan frenos de picado equilibrados en la parte superior e inferior. Las alas están recubiertas con aluminio sujeto a esfuerzos. El plano de cola y el elevador están hechos de tubos de acero soldados recubiertos de tela. La aleta vertical es de construcción en aluminio sujeto a esfuerzos, mientras que el timón está recubierto de tela.
El 2-33 tiene un cono de morro y una cubierta delantera moldeada monopieza de fibra de vidrio. El acceso al asiento trasero se realiza a través de una puerta en el lado derecho. Los instrumentos están instalados solo en la cabina delantera. La mayor parte de los 2-33 disponen de un sistema de compensación de elástico de cuatro posiciones, y a partir  del número de serie 500, fueron equipados con un "compensador de trinquete".

## Historia operacional
La Academia de la Fuerza Aérea de los Estados Unidos operó 12 2-33 como TG-4A hasta que fueron reemplazados por el TG-10B (L-23 Super Blanik) en 2002. Todos los TG-4 de la USAFA fueron donados a otras agencias gubernamentales, como la Patrulla Aérea Civil o museos de aviación.
Bajo el Sistema de Designación de Aeronaves Conjunto de 1962 de los Estados Unidos, los 2-33 de la USAF fueron designados TG-4A. Esto puede provocar confusiones con un planeador de entrenamiento de la Segunda Guerra Mundial fabricado por Laister-Kauffman y usado por las Fuerzas Aéreas del Ejército de los Estados Unidos de 1941 a 1947, el Laister-Kauffman TG-4, pero en un sistema de designación de las USAAF anterior.
Había 254 SGS 2-33 registrados en los Estados Unidos en noviembre de 2017, incluyendo:
- 47 SGS 2-33
- 206 SGS 2-33A
- 1 SGS 2-33AK

Había 93 SGS 2-33 registrados en Canadá en noviembre de 2017, incluyendo:
- 15 SGS 2-33
- 78 SGS 2-33A

## Variantes

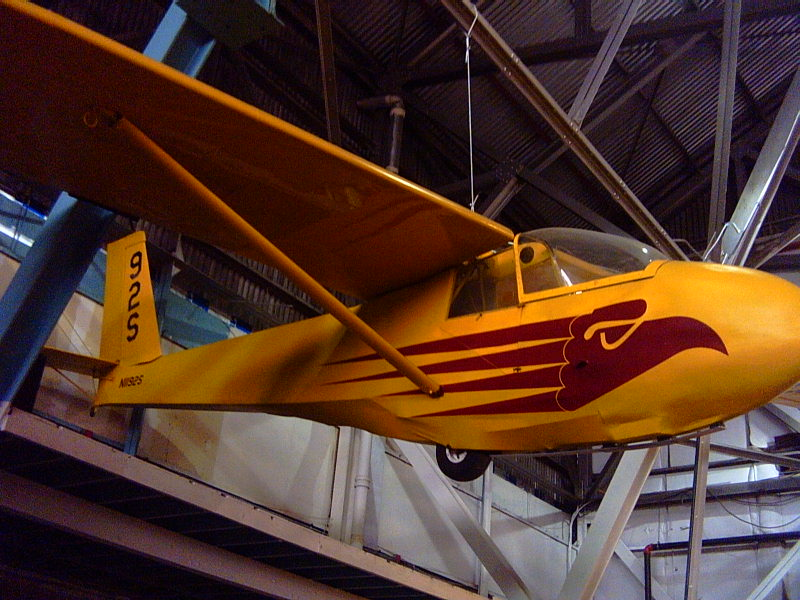
SGS 2-33A en el Wings Museum.

SGS 2-33
El 2-33 original fue certificado el 10 de febrero de 1967 e incluye los números de serie 1 a 85.
SGS 2-33A
El modelo "A" incorporaba algunos cambios menores, incluyendo un timón mayor con un cuerno de equilibrado aerodinámico. Fue certificado el 7 de marzo de 1968 e incluye los números de serie 86 y siguientes. El timón de reemplazo del modelo "A" estaba disponible como reequipamiento para los 2-33 anteriores, y algunos fueron mejorados al estándar "A".
SGS 2-33AK
El modelo "AK" era un modelo "A" completado por el comprador desde un kit. Fue certificado el 19 de abril de 1973.
TG-4A
Designación dada por la USAF a 12 aparatos usados en la USAFA.

## Operadores

### Civiles
El SGS 2-33 continúa siendo popular entre las escuelas de vuelo a vela; el mayor operador es la Air Cadet League of Canada, con una flota de 54 2-33 y 2-33A en junio de 2011.

### Militares
Estados Unidos
- Fuerza Aérea de los Estados Unidos

## Aviones en exhibición
Hay un 2-33A en exhibición en el Wings Over the Rockies Air and Space Museum.

## Especificaciones
Referencia datos: Jane's All the World's Aircraft 1988-89, Pre-Course Information Package for Glider Candidates

### Características generales
- Tripulación: Uno (piloto)
- Capacidad: Un pasajero
- Longitud: 7,9 m (25,8 ft)
- Envergadura: 15,5 m (51 ft)
- Altura: 2,8 m (9,3 ft)
- Superficie alar: 20,4 m² (219,5 ft²)
- Perfil alar: NACA 633-618[2]
- Peso vacío: 272 kg (599,5 lb)
- Peso máximo al despegue: 472 kg (1040,3 lb)
- Alargamiento: 11,85:1

### Rendimiento
- Velocidad máxima operativa (Vno): 157 km/h (98 MPH; 85 kt)
- Velocidad de entrada en pérdida (Vs): 57 km/h (35 MPH; 31 kt)
- Carga alar: 23,1 kg/m² (4,7 lb/ft²)
- Límites g: +4,67 -2,56
- Tasa máxima de planeo: 22,25:1
- Régimen de descenso: 0,95 m/s (187 pies/min)

## Aeronaves relacionadas

### Desarrollos relacionados
- Schweizer 2-22

### Secuencias de designación
- Secuencia Numérica (interna de Schweizer): ← 1-30 - 2-31 - 2-32 - 2-33 - 1-34 - 1-35 - 1-36 →
- Secuencia TG-_ (Planeadores de Entrenamiento estadounidenses, 1962-presente): TG-1 - TG-2 - TG-3 - TG-4 - TG-5 - TG-6 - TG-7 →